# Gouvernement Kiviniemi
 (juin 2023).
Si vous disposez d'ouvrages ou d'articles de référence ou si vous connaissez des sites web de qualité traitant du thème abordé ici, merci de compléter l'article en donnant les références utiles à sa vérifiabilité et en les liant à la section « Notes et références ».
République de Finlande
Vanhanen II Katainen
Le gouvernement Kiviniemi (en finnois : Kiviniemen hallitus, en suédois : Regeringen Kiviniemi) est le gouvernement de la République de Finlande entre le 22 juin 2010 et le 22 juin 2011, durant la trente-cinquième législature de la Diète nationale.

## Coalition et historique
Dirigé par la nouvelle Première ministre libérale Mari Kiviniemi, précédemment ministre de l'Administration publique et des Affaires locales, ce gouvernement est constitué et soutenu par une coalition de centre droit entre le Parti du centre (Kesk), le Parti de la coalition nationale (Kok), la Ligue verte (Vihr) et le Parti populaire suédois de Finlande (SFP). Ensemble, ils disposent de 123 députés, soit 61,5 % des sièges de la Diète nationale.
Il est formé à la suite de la démission du Premier ministre libéral Matti Vanhanen. Il succède donc au gouvernement Vanhanen II, constitué et soutenu par une coalition identique.

### Formation
En décembre 2009, Vanhanen annonce en effet son intention de démissionner au mois de juin 2010, à l'occasion du congrès du Kesk. Il évoque alors des problèmes de santé, mais cette décision semble surtout liée à des soupçons de corruption et trafic d'influence touchant sa campagne lors de l'élection présidentielle de 2006 et les législatives de 2007. Le 12 juin, lors du congrès centriste, Kiviniemi s'impose lors du second tour contre le ministre des Affaires économiques, Mauri Pekkarinen.
Vanhanen remet sa démission le 18 juin et sa successeur est appelée à former un nouvel exécutif quatre jours plus tard. Elle présente son équipe de dix-neuf ministres dès le 22 juin, qui ne comporte qu'un seul nouveau membre, le ministre de l'Administration publique Tapani Tölli.

### Succession
Au cours des élections législatives du 17 avril 2011, la percée des Vrais Finlandais (PS) bouleverse le jeu politique et le Parti du centre est relégué en quatrième position, une première depuis 1979. Au bout de deux mois de négociations difficiles, le ministre des Finances Jyrki Katainen, du Kok, parvient à former une majorité et nommer un gouvernement dont font également partie le Parti social-démocrate de Finlande (SDP), l'Alliance de gauche (Vas), la Vihr, le SFP et les Chrétiens-démocrates (KD).

## Composition
- Les nouveaux ministres sont indiqués en gras, ceux ayant changé d'attributions en italique.

| Portefeuille                                                  | Titulaire | Titulaire            | Parti |
| ------------------------------------------------------------- | --------- | -------------------- | ----- |
| Premier ministre                                              |           | Mari Kiviniemi       | Kesk  |
| Vice-Premier ministre Ministre des Finances                   |           | Jyrki Katainen       | Kok   |
| Ministre des Affaires étrangères                              |           | Alexander Stubb      | Kok   |
| Ministre du Commerce extérieur et du Développement            |           | Paavo Väyrynen       | Kesk  |
| Ministre de la Justice                                        |           | Tuija Brax           | Vihr  |
| Ministre de l'Intérieur                                       |           | Anne Holmlund        | Kok   |
| Ministre de l'Immigration et des Affaires européennes         |           | Astrid Thors         | SFP   |
| Ministre de la Défense                                        |           | Jyri Häkämies        | Kok   |
| Ministre de l'Administration publique et des Affaires locales |           | Tapani Tölli         | Kesk  |
| Ministre de l'Éducation                                       |           | Henna Virkkunen      | Kok   |
| Ministre de la Culture et des Sports                          |           | Stefan Wallin        | SFP   |
| Ministre de l'Agriculture et des Forêts                       |           | Sirkka-Liisa Anttila | Kesk  |
| Ministre des Transports                                       |           | Anu Vehviläinen      | Kesk  |
| Ministre des Communications                                   |           | Suvi Lindén          | Kok   |
| Ministre des Affaires économiques                             |           | Mauri Pekkarinen     | Kesk  |
| Ministre du Travail                                           |           | Anni Sinnemäki       | Vihr  |
| Ministre des Affaires sociales et de la Santé                 |           | Juha Rehula          | Kesk  |
| Ministre des Services sanitaires et sociaux                   |           | Paula Risikko        | Kok   |
| Ministre de l'Environnement                                   |           | Paula Lehtomäki      | Kesk  |
| Ministre du Logement                                          |           | Jan Vapaavuori       | Kok   |